# Dreifaches Amt Christi
Als Lehre vom dreifachen Amt Christi (lateinisch triplex munus Christi) wird in der lutherischen und reformierten Theologie eine Version der Versöhnungslehre bezeichnet, der zufolge Jesus Christus die Erlösung der Menschen durch drei „Ämter“ bewirkt, die er zugleich innehat: Das prophetische Amt, das priesterliche oder hohepriesterliche Amt (Hirtenamt) und das königliche Amt. Die Drei-Ämter-Lehre spielt auch in der römisch-katholischen Theologie zunehmend eine Rolle.

## Neues Testament und Kirchenväter
Im Neuen Testament wird Jesus von Nazaret zuweilen als Prophet verstanden (vgl. Matthäus 16,14 ; Johannes 4,19  und 6,14 ). Der Verfasser des Hebräerbriefs nennt ihn den „ewigen Hohepriester“ (Hebräer 3,1 ). Im Johannesevangelium wird erzählt, dass Jesus die Frage des römischen Prokurators Pontius Pilatus, ob er ein König sei, bejaht hätte (Joh 18,37 ).
Die Kirchenväter beschrieben das Heilshandeln Jesu in ähnlicher Weise als Prophet, Offenbarer oder Lehrer, als Priester sowie als Hirten, Herrn oder König. Eine Dreizahl von Ämtern findet sich erstmals bei Justin dem Märtyrer († 165). Aus den genannten Bibelstellen entwickelte Eusebius von Cäsarea († 339/340) in seiner Kirchengeschichte (I, 3) eine Lehre vom dreifachen Amt Christi. Wie Eusebius erwähnen auch Hieronymus, Petrus Chrysologus und Thomas von Aquin eine dreifache Salbung Jesu Christi zum Hohenpriester, König und Propheten.

## Reformatorische  Tradition
In der Reformation wurde dieser theologische Gedanke von Martin Luther und Jean Calvin weitergeführt. Die Theologen der lutherischen Orthodoxie bezeichneten sämtliche Auswirkungen des dreifachen Amtes Christi als Apotelesmata.
Der Gedanke des dreifachen Amtes Christi erfuhr in der lutherischen Theologie scharfe Kritik von Seiten Werner Elerts:

„Die Lehre vom dreifachen Amt ist […] ein Schulbeispiel für die Umkehr des richtigen Verständnisses von Weissagung und Erfüllung. Sie will Christus von der Erwartung her verstehen.“

Elert kritisiert hieran vor allem, dass das Wirken Jesu als ein „Amt“ verstanden wird, und setzt dem entgegen: „Er hat die entsprechenden Funktionen ausgeübt, ohne nach der alten theokratischen Auffassung beamtet zu sein. Er übte sie nicht aus, weil er »von Amts wegen« dazu befugt war, sondern kraft der ihm und ihm ganz allein eigentümlichen Autorität des Gottessohnes.“
Wilfried Joest hält dagegen fest, dass der Gedanke des dreifachen Amtes von der Erfüllung in Christus her zu verstehen ist: die alttestamentlichen Funktionen des Propheten, Priesters und Königs seien im Werk Jesu Christi vereint, in ihrer geistlichen Bedeutung als Hinweis auf künftiges Heil erfüllt, in ihrer Vorläufigkeit und Begrenztheit aufgehoben und abgelöst.

## Katholische Theologie
Die katholische Theologie griff seit dem 18. Jahrhundert den Gedanken wiederholt auf. Seit Mathias Joseph Scheeben († 1888) wurde die Drei-Ämter-Lehre Gliederungsprinzip für die Behandlung der Soteriologie in den neuscholastischen Handbüchern der Dogmatik. Im 20. Jahrhundert fand die Vorstellung Eingang in zahlreiche Texte des kirchlichen Lehramts:
- Papst Pius XI. führte mit seiner Enzyklika Quas primas vom 11. Dezember 1925 das Christkönigsfest ein und betonte neben dem Priesteramt Jesu Christi, des Erlösers, auch dessen königliches Amt.[12]
- In der Enzyklika Mystici Corporis (29. Juni 1943) rezipierte Papst Pius XII. die Drei-Ämter-Lehre als „ekklesiologisches Gliederungsprinzip“[13]; durch die „mit heiliger Vollmacht im Leib Christi betrauten“ Kleriker werden „die Ämter Christi, des Lehrers, Königs und Priesters für immer fortgesetzt werden“; jedoch weitete er dies auf die ganze Kirche und somit auch auf die Laien aus.[14]
- In der dogmatischen Konstitution Lumen gentium des Zweiten Vatikanischen Konzils (16. November 1964) ist die Vorstellung des dreifachen Amtes Christi als Priester, Lehrer und König (munus sacerdotale, munus propheticum, munus regale, LG 31) Grundlage für eine dreifache Befähigung und gleichzeitig Beauftragung der Kirche, ihrer Führer und jedes Christen.[15] Dies gilt entsprechend für die Konzilsdekrete Christus Dominus über die Hirtenaufgabe der Bischöfe[16] und Presbyterorum ordinis über Dienst und Leben der Priester[17].
- Papst Johannes Paul II. bekräftigte die Aussagen des Konzils in seinem Apostolischen Schreiben Christifideles laici (30. Dezember 1988) und stellte „die priesterliche, prophetische und königliche Würde des gesamten Gottesvolkes“ heraus; auch die Laien nähmen „in dem Maß, das einem jeden entspricht, am priesterlichen, prophetischen und königlichen Amt Christi teil“, und die sakramentale Grundlage dafür liege „in Taufe und Firmung und vielfach auch in der Ehe“.[18]

Die Grundvollzüge der Kirche in der Sicht heutiger Theologie nehmen die Tradition der drei Ämter Christi auf; Kirche vollzieht sich demnach in Zeugnis oder „Glaubensdienst“ (altgriechisch μαρτυρία martyría), Liturgie oder „Gottesdienst“ (λειτουργία leiturgía) und Diakonie oder „Bruderdienst“ (διακονία diakonía). Seit dem Zweiten Vatikanischen Konzil wird zusätzlich eine vierte Grunddimension von Kirche genannt, die Gemeinschaft (lateinisch commúnio/altgriechisch κοινωνία koinonía).